# Rodersdorf (Zwitserland)
Rodersdorf is een gemeente en plaats in het Zwitserse kanton Solothurn en maakt deel uit van het district Dorneck.
Rodersdorf telt 1315 inwoners.